# Casey Larson
Casey Larson (* 16. Dezember 1998 in Barrington, Illinois) ist ein US-amerikanischer Skispringer. Er startet für den Norge Ski Club.

## Werdegang
Casey Larson begann seine internationale Karriere im Dezember 2012 im Rahmen zweier Wettbewerbe im FIS Cup in Brattleboro, Vermont, die er mit den Plätzen 30 und 29 abschloss. In den folgenden drei Jahren startete er lediglich bei ein paar weiteren FIS-Cup-Wettbewerben. Im Februar 2016 nahm er an Olympischen Jugend-Winterspielen in Lillehammer teil. Er belegte der sechsten Rang im Einzel und den zehnten Rang im Mixed-Teamwettbewerb. Noch im selben Monat startete er bei den Nordischen Junioren-Skiweltmeisterschaften in Râșnov. Dabei wurde er 38. im Einzel und mit der US-amerikanischen Mannschaft sowohl im Mixed-Team- als auch im Teamwettbewerb Zwölfter und damit Letzter.
Am 1. und 2. Juli 2016 debütierte Larson in Kranj im Continental Cup, wo er zweimal Platz 36 belegte. Seitdem startet er regelmäßig im Continental Cup, wobei er am 21. August 2016 in Kuopio seine ersten COC-Punkte holte. Am 20. und 21. Januar 2017 startete Larson schließlich in Zakopane zum ersten Mal im Weltcup und erreichte dort mit dem US-amerikanischen Team den zehnten Platz; für den Einzelwettbewerb konnte er sich mit Platz 47 in der Qualifikation jedoch nicht qualifizieren. Bei den Nordischen Junioren-Skiweltmeisterschaften 2017 in Park City, Utah erreichte Larson im Einzelwettbewerb von der Normalschanze den achten Platz. Im Mannschaftswettbewerb belegte er zusammen mit Decker Dean, Patrick Gasienica und Trevor Edlund den elften Platz sowie im Mixed-Teamwettbewerb zusammen mit Anna Hoffmann, Trevor Edlund und Samantha Macuga den zwölften und damit letzten Platz. Nach der Junioren-WM nahm er in Lahti zum ersten Mal an den Nordischen Skiweltmeisterschaften teil. Dabei scheiterte er im Einzel von der Normalschanze in der Qualifikation. Auf der Großschanze überstand er diese und belegte den 46. Platz. Mit der US-amerikanischen Mannschaft wurde er Elfter. Im März 2017 nahm Larson an der erstmals ausgetragenen Tournee Raw Air 2017 teil. Am Ende erreichte er Rang 55 der Gesamtwertung.
Im Sommer 2017 startete Larson erstmals im Sommer-Grand-Prix. Er verpasste aber sowohl in den Einzelspringen, für die er sich qualifizierte, als auch im Mannschaftsspringen die Punkteränge. Am 20. Januar 2018 erreichte er bei zwei Continental-Cup-Wettbewerben in Erzurum seine bis dahin besten Ergebnisse im COC mit den Plätzen 20 und 17. Bei den Nordischen Junioren-Skiweltmeisterschaften 2018 in Kandersteg belegte er den zwölften Rang im Einzel sowie mit der Mannschaft den zwölften Platz im Teamspringen und den zehnten Platz im Mixed-Teamwettbewerb. Im Februar 2018 nahm er in Pyeongchang zum ersten Mal an den Olympischen Winterspielen teil und startete dort in allen drei Wettbewerben. Im Einzelwettbewerb auf der Normalschanze belegte er den 39. Platz. In der Qualifikation zu diesem Wettbewerb ging er als Olympia-Neuling mit der Startnummer 16 an den Start und wurde damit zum 100.000. männlichen Teilnehmer bei den Olympischen Spielen der Neuzeit. Im Einzelwettbewerb auf der Großschanze verpasste er als 53. in der Qualifikation den Wettbewerb. Mit der US-amerikanischen Mannschaft wurde er Neunter auf der Großschanze.
Bei den Weltmeisterschaften 2019 in Seefeld in Tirol belegte er die Plätze 38 von der Groß- und 28 von der Normalschanze und wurde mit der US-amerikanischen Männer-Mannschaft bestehend aus Patrick Gasienica, Andrew Urlaub, Kevin Bickner und ihm Elfter und mit der Mixed-Mannschaft bestehend aus Nina Lussi, Kevin Bickner, Nita Englund und ihm Zehnter.
Bei den Skiweltmeisterschaften 2021 in Oberstdorf wurde er im Einzelspringen von der Normalschanze 46. und von der Großschanze 48. Mit dem US-amerikanischen Herrenteam wurde er im Mannschaftswettbewerb Zehnter und mit der Mixed-Mannschaft Zwölfter. Bei den Olympischen Winterspielen 2022 in Peking wurde er auf der Normalschanze 39. und von der Großschanze 43. Mit dem US-amerikanischen Herrenteam wurde er im Mannschaftswettbewerb Zehnter.
Bei den US-amerikanischen Landesmeisterschaften in Lake Placid gewann er 2022 sowohl auf der Normal- wie auch auf der Großschanze Gold.

## Privates
Larson lebt mit seinen Eltern und seiner Schwester Cara, die ebenfalls zum Nationalkader im Skispringen gehört, in Barrington, Illinois.

## Statistik

### Weltcup-Platzierungen
| Saison  | Platz | Punkte |
| ------- | ----- | ------ |
| 2020/21 | 71.   | 003    |

### Raw-Air-Platzierungen
| Saison | Platz | Punkte |
| ------ | ----- | ------ |
| 2017   | 55.   | 620,0  |
| 2019   | 66.   | 370,2  |

### Grand-Prix-Platzierungen
| Saison | Platz | Punkte |
| ------ | ----- | ------ |
| 2019   | 71.   | 002    |
| 2021   | 70.   | 013    |

### Continental-Cup-Platzierungen
| Saison  | Sommer | Sommer | Winter | Winter | Gesamt | Gesamt |
| Saison  | Platz  | Punkte | Platz  | Punkte | Platz  | Punkte |
| ------- | ------ | ------ | ------ | ------ | ------ | ------ |
| 2016/17 | 094.   | 005    | 124.   | 010    | 145.   | 015    |
| 2017/18 | –      | –      | 082.   | 025    | 119.   | 025    |
| 2018/19 | –      | –      | 084.   | 035    | 108.   | 035    |
| 2019/20 | 096.   | 016    | –      | –      | 129.   | 016    |